# Jerzy Trzaskowski
Jerzy Trzaskowski (ur. 12 marca 1952) – polski strzelec specjalizujący się w skeecie, medalista mistrzostw świata.
Był zawodnikiem Legii Warszawa, gdzie jego trenerem był Jerzy Kocan.
Na mistrzostwach Europy w 1972 roku wywalczył srebrny medal w skeecie juniorów (142 punkty). Jest dwukrotnym drużynowym medalistą mistrzostw świata. Pierwsze srebro zdobył na mistrzostwach świata w 1974 roku (wraz z Wiesławem Gawlikowskim, Piotrem Nowakowskim i Hubertem Pawłowskim). Rok później ponownie został wicemistrzem (skład drużyny niemal taki sam – zamiast Pawłowskiego w ekipie znalazł się Andrzej Socharski). W 1975 roku wywalczył brąz w drużynie na mistrzostwach Europy (wraz z Gawlikowskim, Socharskim i Piotrem Waślickim). Na trzecim stopniu podium stanął także na mistrzostwach kontynentu w 1977 roku (skład drużyny taki sam jak dwa lata wcześniej).
Na mistrzostwach świata w 1974 roku zajął 19. miejsce indywidualnie w skeecie (191 punktów).
W 1970 i 1977 roku został mistrzem Polski w skeecie, w 1975 roku międzynarodowym wicemistrzem Polski w skeecie. W 1978 i 1979 roku zdobył w tej konkurencji brązowy medal mistrzostw Polski.